# Лаглан
Лаглан — село Мадынского аильного округа Кара-Сууского района Ошской области Кыргызстана.
Горное село Лаглан расположено примерно в 50 км к юго-востоку от областного центра г. Ош.
Рядом с Лагланом находится горный пик под названием Олокон (упрощенное от Улуу Хан (Великий Хан)).
Население — 1 069 жителей (2009).